# レンダカリ

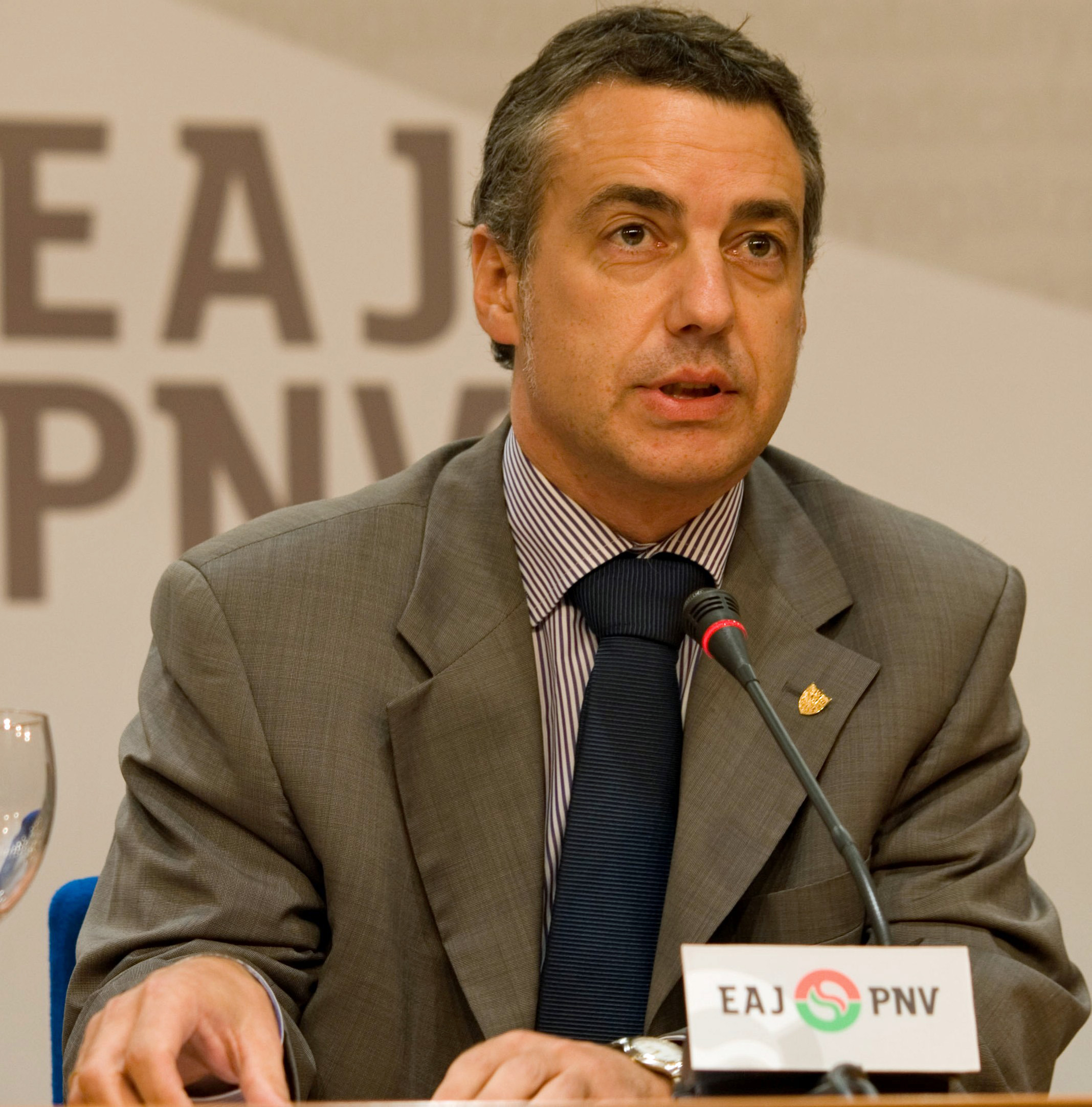
第7代レンダカリのイニゴ・ウルクリュ（2012年-）

レンダカリ （バスク語：Lehendakari、カスティーリャ語：Lendakari）は、バスク政府首班を指す名称。

## 名称
語源的には『第一の役割を果たす者』であり、複数形はlehendakariakである。バスク地方の自治的象徴を意味する名称としてカスティーリャ語においては、自治州政府の首班としてプレシデンテ（presidente）かレンダカリのどちらかを用いる。その完全な公式名称はカスティーリャ語でプレシデンテ・デル・ゴビエルノ・バスコ（presidente del Gobierno Vasco、バスク自治州政府首班、バスク自治州首相、バスク自治州大統領とも訳される）、バスク語でエウスコ・ヤウルラリツァコ・レエンダカリア（Eusko Jaurlaritzako lehendakaria）である。バスク自治州政府機関やレンダカリのオフィスはレエンダカリツァ（lehendakaritza）と呼ばれ、ビトリア＝ガステイスにあるアフリア・エネア宮殿に官邸が置かれている。
また、ナバーラ自治州政府首班、ナバーラ自治州議会議長、バスク自治州議会議長のこともバスク語で公式にレンダカリという。様々な公共および民間の組織の長は、プレシデンテと同義語であるレンダカリを用いるからである。
1970年代にバスク語の公式なスペルが決まる前には、Euzko Jaurlaritzaren Lendakariという名称があった。Euzkadi/Euskadiもlendakariもバスク語の新語であり、これらの名称はサビノ・アラナ（バスク民族主義の父）やバスク民族主義党のメンバーによってつくられた。
バスク語のレンダカリは、カスティーリャ語のプレシデンテの純粋な同義語として誕生以来現在まで使われ続けている。自治州政府首班としての名称の他、スポーツクラブの会長、組織の長から審査委員長、議会の議長、会社の取締役会の長まで、広く用いられている。カスティーリャ語においては、スペイン王立アカデミー（Real Academia Española）はLendakariのみを唯一の形式としている。

## 歴代バスク政府首班
現職のレンダカリは、バスク民族主義党(PNV-EAJ)のイニゴ・ウルクリュである。
| 在任期間                                                                                | 画像 | 名前                               | 出身政党                     | 与党 |
| --------------------------------------------------------------------------------------- | ---- | ---------------------------------- | ---------------------------- | --- |
| スペイン第二共和国・亡命政府時代 （Lehendakari del Gobierno de Euskadi、1936年-1979年） |      |                                    |                              | |
| 1936年10月7日 - 1960年3月22日                                                           |      | ホセ・アントニオ・アギーレ         | ■ バスク民族主義党 (PNV)     | PNV、PSOE、PCE、IR、UR、ANV |
| 1960年3月22日 – 1979年5月2日                                                            |      | ヘスス・マリア・デ・レイサオラ     | ■ バスク民族主義党 (PNV)     | PNV、PSOE、PCE、IR、UR、ANV |
| 民主化移行期 （Presidente del Consejo General Vasco、1978年-1980年）                    |      |                                    |                              | |
| 1978年 - 1979年5月2日                                                                   |      | ラモン・ルビアル・カビア（es）     | ■ バスク社会党 (PSE)         | PSE、EAJ-PNV、ESEI、PCE、DCV、EAE-ANV |
| 1979年5月2日 - 1980年                                                                   |      | カルロス・ガライコエチェア         | ■ バスク民族主義党 (EAJ-PNV) | EAJ-PNV、PSE、ESEI、PCE、DCV、EAE-ANV |
| 自治州時代 （Lehendakari del Gobierno de Vasco、1980年- ）                              |      |                                    |                              | |
| 1980年 - 1985年3月2日                                                                   |      | カルロス・ガライコエチェア         | ■ バスク民族主義党 (EAJ-PNV) | 1980年-1985年：EAJ-PNV |
| 1985年3月2日 – 1999年1月2日                                                             |      | ホセ・アントニオ・アルダンサ・ガロ | ■ バスク民族主義党 (EAJ-PNV) | 1985年-1987年：EAJ-PNV 1987年-1991年：EAJ-PNV、PSE 1991年：EAJ-PNV、EA、EE 1991年-1993年：EAJ-PNV、PSE、EE 1993年-1995年：EAJ-PNV、PSE-EE 1995年-1998年：EAJ-PNV、EA、PSE-EE 1998年-1999年：EAJ-PNV、EA |
| 1999年1月2日 – 2009年5月7日                                                             |      | フアン・ホセ・イバレチェ           | ■ バスク民族主義党 (EAJ-PNV) | 1999年-2001年：EAJ-PNV、EA 2001年-2009年：EAJ-PNV、EA、EB-B |
| 2009年5月7日 - 2012年12月15日                                                           |      | パチ・ロペス                       | ■ バスク社会党 (PSE-EE)      | 2009年-2012年：PSE-EE |
| 2012年12月15日-                                                                         |      | イニゴ・ウルクリュ                 | ■ バスク民族主義党 (EAJ-PNV) | 2012年- ： EAJ-PNV |